# 亞歷山大戰記
《亞歷山大戰記》，是在WOWOW於每週二所播映的日本電視動畫作品，改編自日本小說家荒俣宏的作品《幻想皇帝 亞歷山大戰記》。自1999年9月14日同年播至1999年12月7日，全13話。此部動畫是日本、韓國和美國共同攜手聯合創作的作品。

## 概要
以西元前4世紀的馬其頓為舞台，神秘的巫師集團·畢達哥拉斯主義與時間統治者腓力二世的王子亞歷山大，以賭上世界的命運而戰鬥。有沿用史實的故事，但是服裝、建築物、兵器等與當時的設計相差甚遠，還有故事內容也添加而改編很多。

## 登場人物
亞歷山大（Alexander，配音員：關俊彥）
馬其頓王國的王子。他在父王腓力二世死後，並繼任為馬其頓國王。重視「速度」，以世界的盡頭的大國波斯作為挑戰的目標。
菲羅塔斯（Philotas，配音員：目黑光祐）
亞歷山大的親信帕曼紐的兒子。亞歷山大的怪異行動被動搖，但他的忠誠度比任何人都還要強。
克利圖斯（Kleitos，配音員：大塚芳忠）
馬其頓的騎兵。勇猛果斷，是馬其頓長槍的高手。某日在為了擊敗某個吃人馬居住的森林，他與其吃人馬（布西發拉斯）一起作為亞歷山大的「速度」而服侍著。
托勒密（Ptolemaeus，配音員：池田秀一）
馬其頓的騎兵。與克利圖斯一起服侍亞歷山大。與克利圖斯比較的話較為懦弱，因此被描寫成膽小鬼。在亞歷山大死後，他成為埃及法老托勒密一世。
赫費斯提翁（Hephaestion，配音員：辻谷耕史）
亞歷山大寵愛的絕世美男子，亞歷山大的青梅竹馬。擅長投擲短刀和豎琴。他常常在亞歷山大的身邊做事，並擔任保鑣的身分。
腓力二世（Philippos II，配音員：坂口芳貞）
馬其頓國王。亞歷山大的父王。希臘世界的霸主然而要再遠征波斯前被暗殺。
奧林匹亞絲（Olympias，配音員：麻志奈純子）
馬其頓王后。亞歷山大的母后。原本是薩莫色雷斯島的魔女，常常在身體上纏的大蛇。
亞里斯多德（Aristoteles，配音員：野澤那智）
柏拉圖的弟子，亞歷山大的前任家庭教師。開發馬其頓軍隊的新兵器等的萬能哲學家，但是故事中他被描寫成為了達成自己的目的而利用亞歷山大和卡珊德拉的棘手人物。
帕曼紐（Parmenion，配音員：中村正）
馬其頓的將軍，腓力二世的時代開始在王宮服侍的親信。菲羅塔斯的父親。
安提帕特（Antipatros，配音員：大木民夫）
與帕曼紐一樣是馬其頓的老將。在遠征波斯的時候他擔任留守在馬其頓本國。
阿塔羅斯（Attalos，配音員：青野武）
腓立二世的親信。國王和王后離婚時，打算獻出自己的女兒給國王當作妻子並掌握實權，但卻失敗而垮台。這個企圖全被亞歷山大洩漏。
安提柯（Antigonos，配音員：郷里大輔）
馬其頓的江俊。是個戰歷豐富的勇者，其能力一流。
卡珊德拉（Cassandra，配音員：田中敦子）
馬其頓的女戰士。與克利圖斯一起擁有相當的能力。亞里斯多德的姪女。
大流士三世（Darius III，配音員：山寺宏一）
波斯王。亞歷山大最大的敵人。因為政變而得到波斯王位。被馬其頓的奸細評價為「真正的國王」偉大的國王，亞歷山大的強烈的神通力前戰敗。
狄摩西尼（Dimosthenis，配音員：管生隆之）
希臘著名的演說家。是個執意要阻止腓力二世的對手，並個要對抗腓力二世的軍事前哨對抗的雅典人城鎮的主要煽動者，和亞歷山大相比擁有足夠的希臘領土。
歐律狄刻（Eurydice，配音員：雪野五月）
阿塔羅斯的女兒，因為阿塔羅斯的陰謀來對抗亞歷山大與奧林匹亞絲母子倆，她成為腓力二世的的新王后。
羅克珊娜（Roxane，配音員：皆口裕子）
波斯帝國的某地方巴克特里亞的公主。後為亞歷山大的王后。
第歐根尼（Diogenes，配音員：熊倉一雄）
與「瘋子蘇格拉底」一樣有綽號的哲學家。住在大木桶那過個乞丐的生活。
腓力（Philippos，配音員：古谷徹）
小亞細亞的醫生。被亞歷山大奉命作為軍醫最初他拒絕，在亞歷山大切斷哥迪翁的枷鎖後才承受。
歐幾里得（Euclid，配音員：鶴野恭子）
希臘數學家，被稱為「幾何學之父」，不過當時還只是個孩子。
柏拉圖（Platon，配音員：瑳川哲朗）
亞里斯多德的老師。在故事中已經死了，不過作為其智慧而灌輸的柏拉圖立體和理想而存在的相關故事
狄諾克拉底（Dinocrates，配音員：中尾隆聖）
掌握狄奧尼索斯建築技術的建築師。不僅僅是建築，甚至一有機會也創造出城鎮和都市。被亞歷山大奉命在都市建設亞歷山卓。
畢達哥拉斯（Pythagoras，配音員：小川真司）
以萬物「數」所組成的神祕集團「畢達哥拉斯主義」的教組。
布西發拉斯（Bucephalos）
亞歷山大的愛馬。
撒里瓦克（Zariwak，配音員：石井康嗣）
伊本（Ibn，配音員：遠藤武）
旁白（Narration，配音員：小川真司）
本故事的解說員。擔任解說故事的部分。

## 地名
培拉（Pella）
馬其頓的王都。
巴比倫（Babylon）
波斯的都城。有各式各樣的人，也有物資往返的世界上最大的都市，還有巨大的空中花園。
波斯波利斯（Persepolis）
波斯的另一個都城。有廣大的宮殿，亞歷山大在這裡舉行婚禮。那個地下有瑣羅亞斯德教的禮拜堂。因為一場大火災而夷為平地。

## 工作人員
- 原作 - 荒俣宏
- 導演 - 兼森義則
- 導演助理 - 遠藤卓司
- 系列構成·腳本 - 村井貞之
- 人物設定 - 鄭根植
- 版面設計總監督·動畫角色 - 佐藤雄三
- 美術設定·版面 - 西田稔
- 色彩設計 - 橋本賢
- 音響監督 - 本田保則
- 音樂監督 - 石川光
- 動畫製作人 - 朴海正、小澤洋介、武田義輝、中山佳久
- 製作製作人 - 丸山正雄、林太郎
- 動畫製作工作室 - 馬多浩斯
- 製作 - 亞歷山大戰記製作委員會（角川春樹事務所、SAMSUNG、Media Factory、波素館、TBS）

### 主題歌
- 片頭曲「讓我數你的吻 〜You were mine〜」
  - 歌：小柳由紀
- 片頭曲「Worthy Of Your Soul 〜比較你的本質〜」（美國版本）
  - 歌：瑞秋·波拉克

## 標題播映表
| 話數   | 日本副標題           | 中文副標題       | 播映日         |
| ------ | -------------------- | ---------------- | -------------- |
| Act.1  | 魔王誕生             | 魔王誕生         | 1999年9月14日  |
| Act.2  | 陰謀の序曲           | 陰謀的序曲       | 1999年9月21日  |
| Act.3  | 魔王邂逅             | 魔王邂逅         | 1999年9月28日  |
| Act.4  | 暗殺の音階           | 暗殺的音階       | 1999年10月5日  |
| Act.5  | 狂える ソクラテス    | 瘋子 蘇格拉底    | 1999年10月12日 |
| Act.6  | サモトラケの魔女     | 薩莫色雷斯的魔女 | 1999年10月19日 |
| Act.7  | ゴルディオンのくびき | 哥迪翁的枷鎖     | 1999年10月26日 |
| Act.8  | 魔都彷徨             | 魔都彷徨         | 1999年11月2日  |
| Act.9  | アモンの神託         | 阿蒙的神諭       | 1999年11月9日  |
| Act.10 | ガウガメラの死闘     | 高加美拉的死鬥   | 1999年11月16日 |
| Act.11 | ペルセポリス炎上     | 燃燒的波斯波利斯 | 1999年11月23日 |
| Act.12 | 虐殺行               | 虐殺行動         | 1999年11月30日 |
| Act.13 | カタルシス           | 淨化             | 1999年12月7日  |

## 劇場版
自2000年10月7日劇場公開。這是以第1話到第10話為止的再編輯版。片長75分。
- 導演 - 兼森義則、林太郎
- 製作 - 亞歷山大戰記製作委員會
- 製片商 - GAGA CORPORATION

## 遊戲
『亞歷山大戰記 〜The Legend of Eternity〜』是動畫「亞歷山大戰記」的角色扮演遊戲。2000年10月6日發售。
- 原作:荒俣宏
- 角色配音:關俊彥、麻志奈純子、坂口芳貞、野澤那智

## 書籍
小說（全3巻、著-荒俣宏）
- 幻想皇帝 亞歷山大戰記 1（角川春樹事務所、1996年11月，ISBN 978-4894560628）
- 幻想皇帝 亞歷山大戰記 2（角川春樹事務所、1997年3月，ISBN 978-4894560635）
- 幻想皇帝 亞歷山大戰記 3（角川春樹事務所、1997年11月，ISBN 978-4894560642）

小説文庫版（全3巻、著-荒俣宏）
- 亞歷山大戰記 1：魔王誕生（春樹文庫、角川春樹事務所、1998年11月，ISBN 978-4894564541）
- 亞歷山大戰記 2：霸王狂亂（春樹文庫、角川春樹事務所、1999年11月，ISBN 978-4894565746）
- 亞歷山大戰記 3：神王轉世（春樹文庫、角川春樹事務所、1999年11月，ISBN 978-4894565869）

漫畫版（全1巻）
- 亞歷山大戰記（著:荒俣宏、插畫:田中正仁）（Comic Flapper、Media Factory、2000年9月21日，ISBN 978-4889917598）

其他
- 亞歷山大戰記 CHRONOLOGY（Sony Magazines、1999年12月，ISBN 978-4789714808）

## 外部連結
- （英文） 亞歷山大戰記 （页面存档备份，存于）
- （日語） 亞歷山大戰記